# Necháyevski (Adiguesia)
Necháyevski (del ruso: Нечаевский) es un jútor del raión de Guiaguínskaya en la república de Adiguesia de Rusia. Está situado a orillas del río Chojrak, 27 km al oeste de Guiaguínskaya y 39 km al nordeste de Maikop, la capital de la república. Tenía 27 habitantes en 2010
Pertenece al municipio de Dondukóvskaya.